# پونی (افغانستان)
پونی یک منطقه مسکونی در ولایت غور کشور افغانستان است.